# スタンフォード人工知能研究所
スタンフォード人工知能研究所（スタンフォードAIラボまたは SAIL）は、スタンフォード大学にある人工知能(AI)研究所。
1963年、マサチューセッツ工科大学からスタンフォードに移ってきたジョン・マッカーシーが設立した。1965年から1980年までスタンフォードを見下ろすサンタクルーズ山のふもとの D.C. Power building にあった。この期間、SAIL は AI 研究の主要拠点のひとつであった。

## 歴史
古いSAILの建物は主キャンパスから5マイルほど離れており、Felt Lake を見下ろす丘にあった。周囲は全くの田舎の風景であり、1960年代にはある種の隔絶された状況を生み出していた。しかし、1989年の地震で建物が損傷したため、大学はこの場所を使用しないと決定した。
SAILの卒業者は様々なシリコンバレー企業で重要な役割を果たした。大きなところではシスコシステムズやサン・マイクロシステムズがあるし、小さな企業では Vicarm、Foonly、Imagen、Xidex、Valid Logic Systems がある。SAILでの研究成果も数多く、例えば音声認識やロボット工学で知られている。
SAILはまた、WAITSオペレーティングシステムを開発した。SAIL ではDEC PDP-10の様々な機種で WAITS を動作させていた（当初はPDP-6、その後 KA10 と KL10）。WAITS は Foonly のシステム（PDP-10のクローン）でも動作した。SAILのシステムは一時期は3種類のプロセッサ(KL10/KA10/PDP-6)で稼動していた。SAILシステムは1991年に機能停止した。
SAILの名前は1970年に Dan Swinehart と Bob Sproull がスタンフォード人工知能研究所で開発した言語の名称にも使われている。
1980年、その活動は大学の計算機科学科と統合され、スタンフォードの主要キャンパスにある Margaret Jacks Hall に移転した。
SAIL は 2004年に活動を再開し、セバスチアン・スランを新たな所長とした。21世紀のSAILの目的は「世界を理解する方法を変える」ことであり、研究分野はバイオインフォマティクス、認識、計算幾何学、コンピュータビジョン、意思決定論、分散システム、ゲーム理論、画像処理、情報検索、知識ベース、論理学、機械学習、マルチエージェントシステム、自然言語、ニューラルネットワーク、プランニング、ベイジアンネットワーク、センサーネットワーク、ロボット工学などである。
2017年12月にSAILの所長でGoogleのチーフサイエンティストでもあるフェイフェイ・リーはGoogleのアジア初の人工知能研究センターを中国北京に設立した。

## 注
1. ↑  Photos of SAIL places and people
2. 1 2 3  The autobiography of SAIL, スタンフォードのWebサイトより。1991年のSAILに関する電子メールのコピー。
3. ↑  Entry for Stanford Artificial Intelligence Language FOLDOCより。
4. 1 2  Official website for the Stanford AI Laboratory
5. ↑  “グーグル、中国にAI研究センターを開設--「この種の研究施設はアジア初」”.  CNET (2017年12月14日). 2018年10月26日閲覧。
6. ↑  “Google launching artificial intelligence research center in China”.  新浪 (2017年12月13日). 2018年10月26日閲覧。